# Sorex caecutiens okhotinae
Sorex caecutiens okhotinae is een ondersoort van de Noordse spitsmuis (Sorex caecutiens) die voorkomt op het eiland Karaginski in de Beringzee. De ondersoort werd oorspronkelijk Sorex caecutiens insularis Okhotina, 1993 genoemd, maar die naam was al eerder gebruikt voor Sorex obscurus insularis Cowan, 1941 (nu een ondersoort van de Amerikaanse bergspitsmuis, Sorex monticolus). Daarom gaven Hutterer & Zaitsev (2004) een nieuwe naam aan voor deze ondersoort. Die naam is afgeleid van wijlen Maria Ochotina (1925-1987), voor haar onderzoek naar de spitsmuizen van het Verre Oosten.